# Dracaena (lagarto)
Dracaena es un género de lagartos de la familia Teiidae. Sus dos especies se distribuyen por buena parte de Sudamérica. Se alimentan principalmente de caracoles y otros moluscos (durófagia), por lo que su mandíbula ha evolucionado para romper conchas duras. Son lagartos de gran tamaño y son semiacuáticos.

## Especies
Se reconocen las siguientes dos especies:
- Dracaena guianensis Daudin, 1802 - Selvas del norte de Sudamérica.
- Dracaena paraguayensis Amaral, 1950 - Bolivia, Paraguay y Brasil (Mato Grosso).